# Panamerikanische Spiele 2011/Leichtathletik – 200 m der Frauen
Der 200-Meter-Lauf der Frauen bei den Panamerikanischen Spielen 2011 fand am 26. und 27. Oktober im Telmex Athletics Stadium in Guadalajara statt.
14 Athletinnen aus zehn Ländern nahmen an dem Wettbewerb teil. Die Goldmedaille gewann Ana Cláudia Silva nach 22,76 s, Silber ging an Simone Facey mit 22,86 s und die Bronzemedaille sicherte sich Mariely Sánchez mit 23,02 s.

## Rekorde
Vor dem Wettbewerb galten folgende Rekorde:
| Weltrekord        | Florence Griffith-Joyner | 21,34 s | Olympische Spiele in Seoul, Südkorea             | 29. September 1988 |
| Rekord der Spiele | Evelyn Ashford           | 22,45 s | Panamerikanische Spiele in San Juan, Puerto Rico | 9. Juli 1979       |

## Vorläufe
Aus den zwei Vorläufen qualifizierten sich die jeweils drei Ersten jedes Laufes – hellblau unterlegt – und zusätzlich die zwei Zeitschnellsten – hellgrün unterlegt – für das Finale.

### Lauf 1
26. Oktober 2011, 16:35 Uhr

Wind: 0,0 m/s
| Platz | Bahn | Athletin          | Land                | Zeit (s) |
| ----- | ---- | ----------------- | ------------------- | -------- |
| 1     | 4    | Ana Cláudia Silva | Brasilien           | 22,72    |
| 2     | 8    | Simone Facey      | Jamaika             | 22,99 PB |
| 3     | 2    | Tameka Williams   | St. Kitts und Nevis | 23,25 SB |
| 4     | 7    | Roxana Díaz       | Kuba                | 23,61 SB |
| 5     | 3    | Érika Chávez      | Ecuador             | 23,67    |
| 6     | 6    | Consuella Moore   | Vereinigte Staaten  | 24,23    |
| 7     | 5    | Julia McCord      | Belize              | 33,01    |

### Lauf 2
26. Oktober 2011, 16:42 Uhr

Wind: +0,5 m/s
| Platz | Bahn | Athletin             | Land                    | Zeit (s) |
| ----- | ---- | -------------------- | ----------------------- | -------- |
| 1     | 5    | Nlkis Casabona       | Kuba                    | 23,34    |
| 2     | 7    | Mariely Sánchez      | Dominikanische Republik | 23,45 PB |
| 3     | 4    | Darlenys Obregón     | Kolumbien               | 23,50    |
| 4     | 1    | Leslie Cole          | Vereinigte Staaten      | 23,55    |
| 5     | 3    | Anastasia Le-Roy     | Jamaika                 | 23,68    |
| 6     | 3    | Vanda Gomes          | Brasilien               | 23,89    |
| 7     | 8    | Ramona Van der Vloot | Suriname                | 24,69    |
|       | 6    | Charnelle Enriquez   | Belize                  | DNS      |

## Finale
27. Oktober 2011, 18:25 Uhr

Wind: +0,5 m/s
| Platz | Bahn | Athletin          | Land                    | Zeit (s) |
| ----- | ---- | ----------------- | ----------------------- | -------- |
|       | 6    | Ana Cláudia Silva | Brasilien               | 22,76    |
|       | 5    | Simone Facey      | Jamaika                 | 22,86 PB |
|       | 4    | Mariely Sánchez   | Dominikanische Republik | 23,02 PB |
| 4     | 7    | Tameka Williams   | St. Kitts und Nevis     | 23,06 PB |
| 5     | 3    | Nelkis Casabona   | Kuba                    | 23,43    |
| 6     | 1    | Roxana Díaz       | Kuba                    | 23,45 SB |
| 7     | 2    | Leslie Cole       | Vereinigte Staaten      | 23,46    |
| 8     | 8    | Darlenys Obregón  | Kolumbien               | 23,64    |